# David A. Wolf
David Alexander Wolf, född 23 augusti 1956 i Indianapolis, Indiana, är en amerikansk astronaut uttagen i astronautgrupp 13 den 17 januari 1990.

## Rymdfärder
- Columbia - STS-58
- Atlantis - STS-86
- Endeavour - STS-89
- Atlantis - STS-112
- Endeavour- STS-127